# Дамюльс
Дамюльс (нім. Damüls) — містечко та громада округу Брегенц в землі Форарльберг, Австрія. Дамюльс лежить на висоті 1432 м над рівнем моря і займає площу 20,92 км². Громада налічує 324 мешканців. Густота населення 15/км².  
Громада лежить в районі Брегенцький ліс. Через містечко протікає річка Аргенбах. Населення Форальбергу розмовляє алеманським діалектом німецької мови, а тому ближче до швейцарців, ніж до населення більшої частини Австрії, яке розмовляє баварсько-австрійським діалектом. 
|                                  |
| Дамюльс на мапі округу та землі. |

Адреса управління громади: Kirchdorf 136, 6884 Damüls. 

## Демографія
Історична динаміка населення міста за даними сайту Statistik Austria

## Галерея

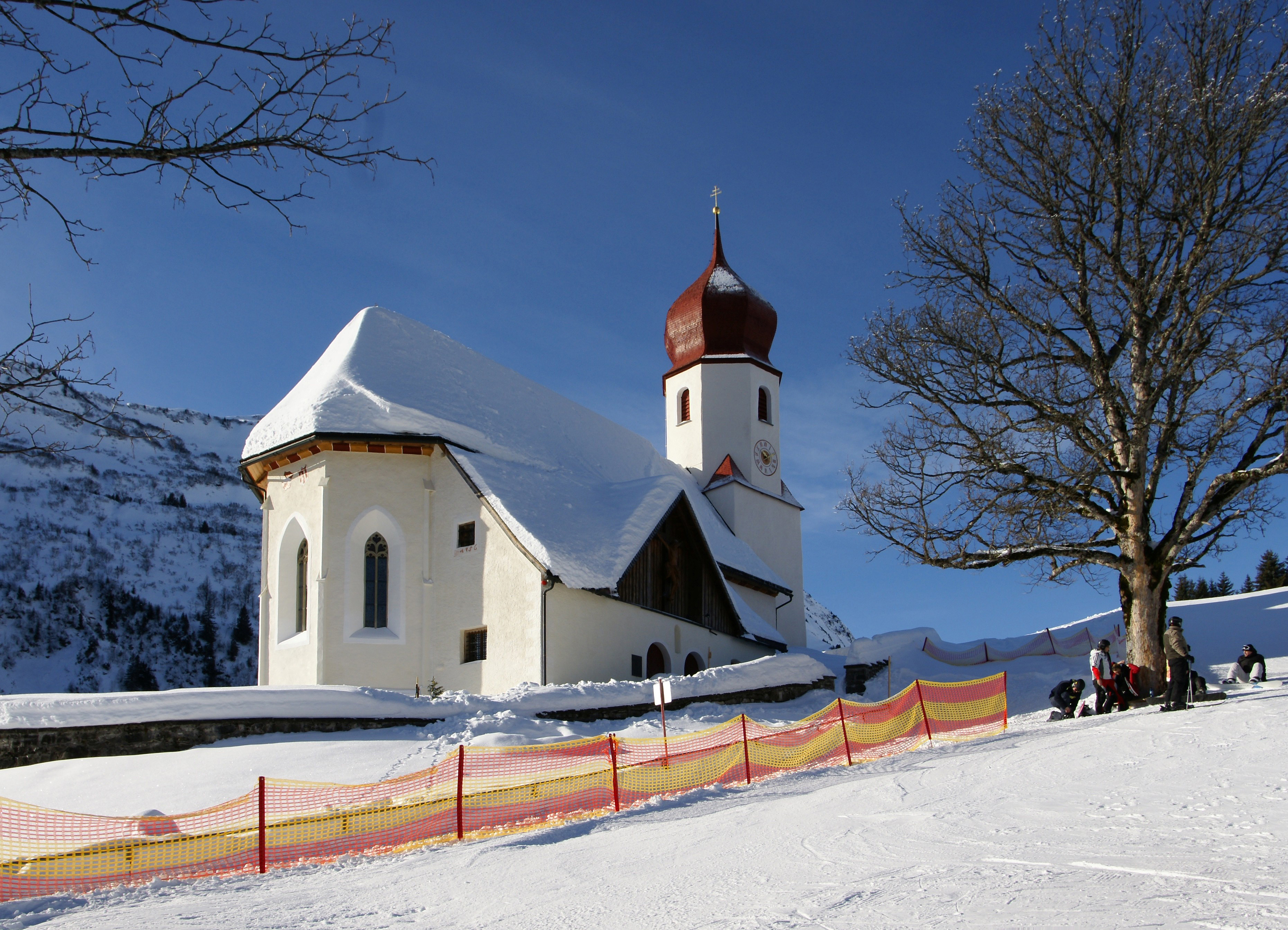
Церква St.Nikolaus
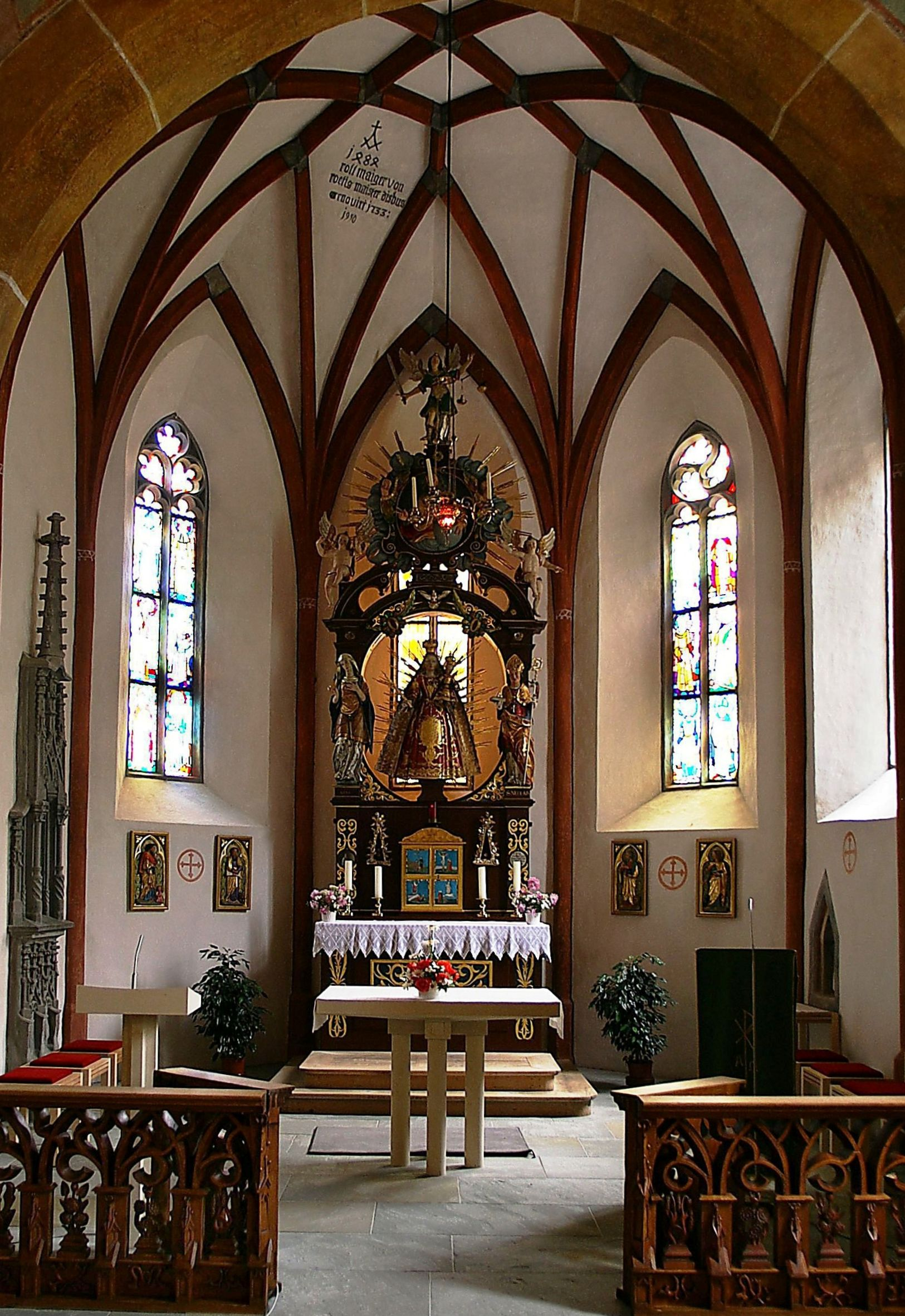
Hochaltar im Barock
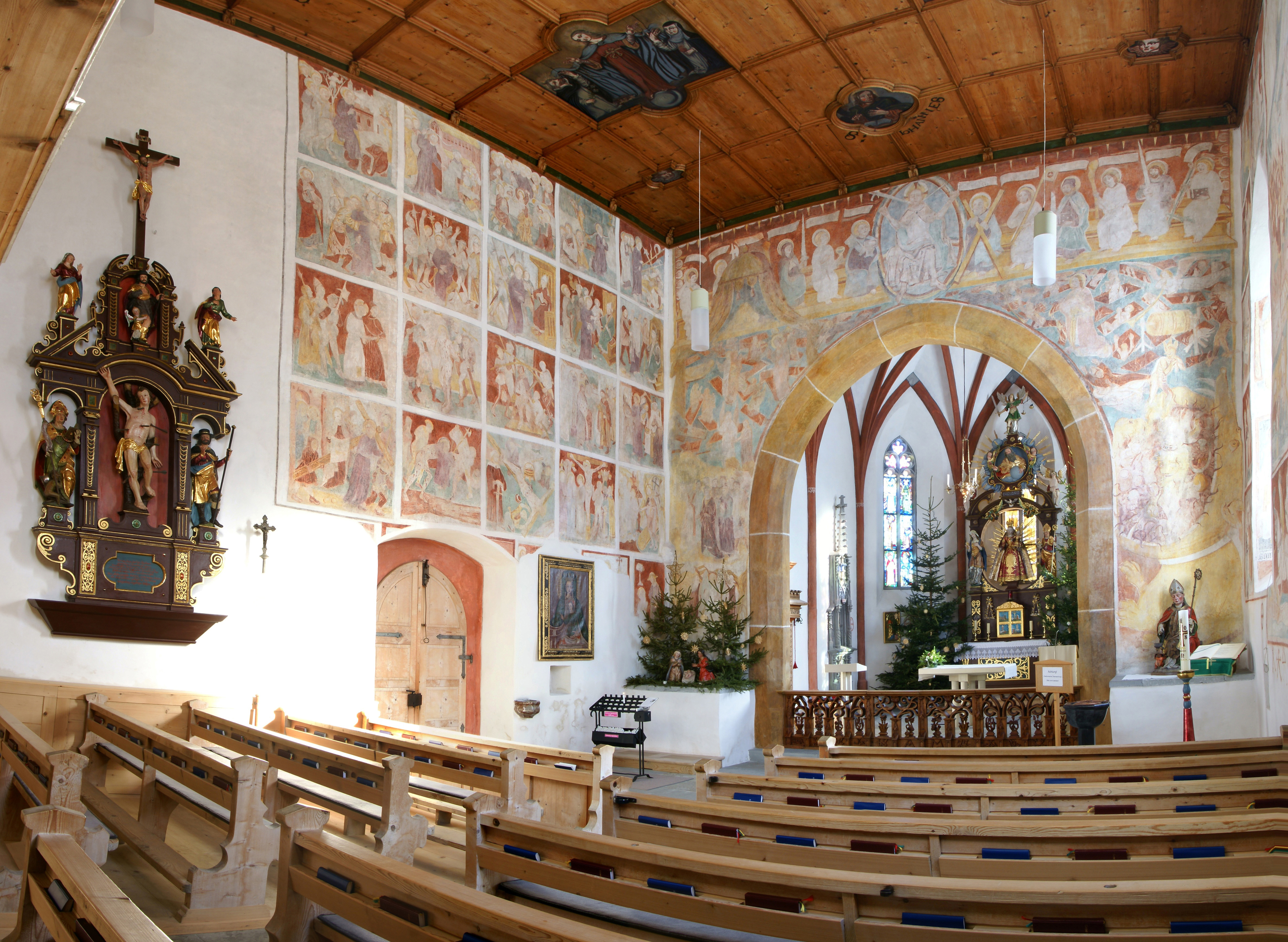
Fresken